# Vicente Iborra Gil
Vicente Iborra Gil (Valencia, 1898 - 1964) fue un empresario y político español. Fue presidente del Valencia Club de Fútbol.

## Vida
Desde joven se dedicó a la exportación de patata, cuya expansión lideró, creando una importante agrupación. Sus conocimientos de comercio exterior, le llevaron a ser nombrado director general de Comercio, del Ministerio de Industria y Comercio, por el ministro y exalcalde de Valencia, Ricardo Samper, en el Gobierno de Lerroux en 1933. Su nombramiento fue bien aceptado por los medios económicos y políticos, especialmente en Valencia, que anhelaba una apertura comercial que favoreciese las exportaciones. Si bien su gestión se vio afectada por la firma del Tratado de Ottawa entre el  Reino Unido y la Commonwealth, que imponía elevadas tarifas para el resto de países, y que tuvo que ser contestada por una política de precios subvencionados.
Su privilegiada condición social puso en peligro su vida a principios de la guerra civil española, hecho traumático que condicionó posteriormente el abandono de su compromiso político, y que le llevó a centrarse en sus negocios particulares. Finalizada la guerra impulsó sus actividades de exportación de frutas y hortalizas, fundando las navieras Cofruma y Trafrume, especializadas en el transporte de fruta. Así mismo entró en los consejos de Docks Comerciales Valencia, S.A. y Docks de Barcelona, S.A. Ferviente partidario de la concentración, impulsó la Agrupación Levantina de Exportadores y Cosecheros de Naranjas, S.A., de la que fue consejero, y de Fesa, Frutos Españoles, S.A., de la que fue presidente. Impulsó también este tipo de acciones en el sector del arroz.
A su condición de gran exportador se le sumaba la de consejero del Banco de Valencia, del Banco Central y de la Mutua Levantina de Seguros. El prestigio obtenido hizo que el gobernador civil de Valencia recurriese a él para la presidencia del Ateneo mercantil. Cuando dejó el cargo, en 1955, fue nombrado presidente de honor, distinción que solo ostentaba hasta esa fecha el  I Marqués del Turia. En 1959 fue elegido presidente del Valencia Club de Fútbol, sucediendo a Luis Casanova.
Vicente Iborra Gil murió a los 66 años. Le sucedió en la dirección de sus empresas, su hijo Vicente Iborra Martínez, que estaba ya incorporado a los negocios paternos.

## Reconocimientos
- Presidente de honor del Ateneo Mercantil de Valencia desde 1955.
- El Ayuntamiento de Valencia le dedicó una plaza, bautizada con su nombre, en el centro histórico de la ciudad.